# Petrus Diaconus

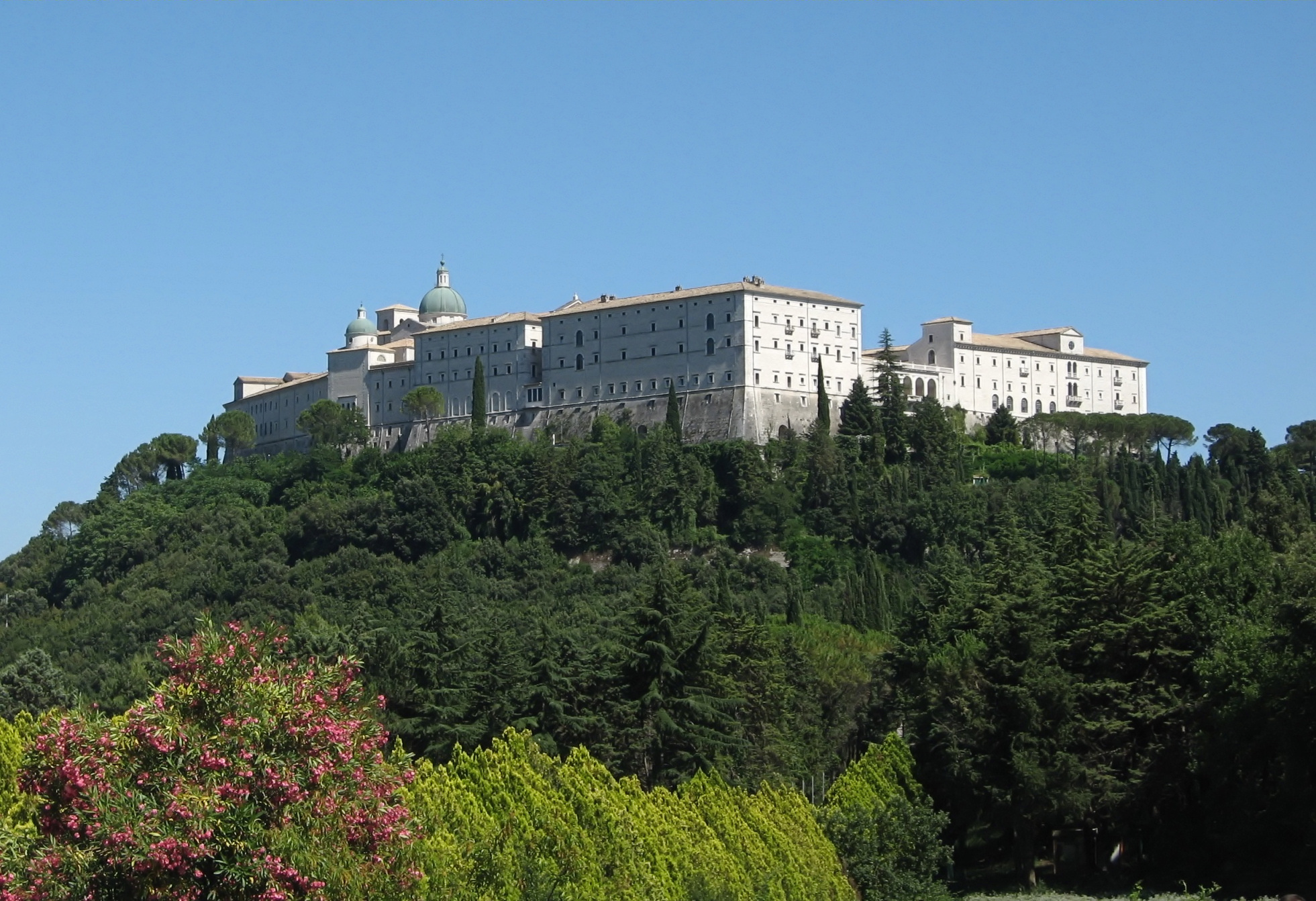
Kloster Montecassino

Petrus Diaconus OSB (auch Bibliothecarius genannt und in anderen Sprachen Peter Diaconus, Peter the Deacon, Pietro Diacono, Pierre le Diacre; * 1107 oder 1110 in Rom; † nach 1159 im Kloster Monte Cassino) war Diakon (nicht der lateranenser, sondern der cassinensischen Kirche), kirchlicher Biograf, allgemeiner Schriftsteller und Bibliothekar des Klosters Montecassino.

## Leben
Sein Vater Ägidius aus der Familie der Grafen von Tusculum, gab den fünfjährigen Petrus etwa 1115 als Oblate an das Kloster Monte Cassino. Seine Ausbildung erhielt er durch Guido, der die Chronik des Leo Marsicanus (auch Ostiensis) bis zum Jahr 1127 fortsetzte.

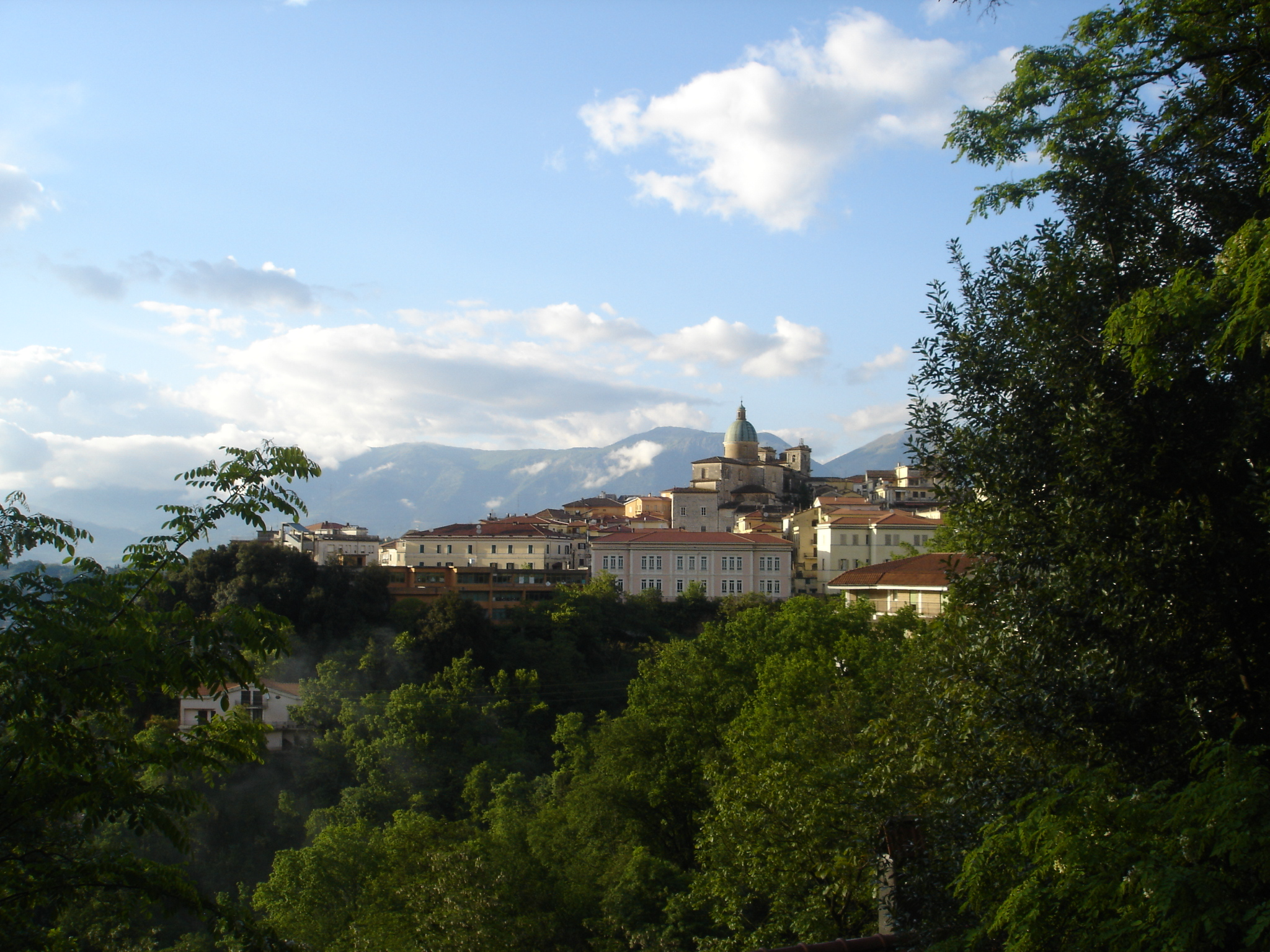
Atina

1127/28 musste Petrus als Anhänger und Unterstützer des zur Abdankung gezwungenen Oderisius II. (Abt von 1123 bis 1126) das Kloster verlassen und sich als Mönch zunächst in die benachbarte Abtei Atina sowie später in das Tochterkloster San Giovanni Incarico zurückziehen. Im Jahr 1130 holte ihn Seniorectus (Abt von 1127 bis 1137) wieder nach Monte Cassino zurück und machte ihn zum Bibliothekar und Archivar des Klosters.

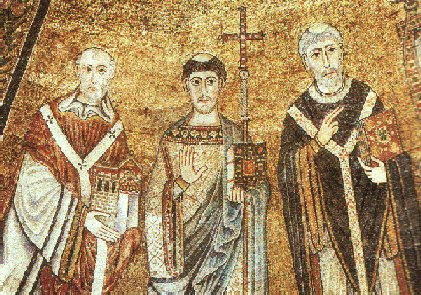
Papst Innozenz II. (linke Person) auf einem zeitgenössischen Mosaik in der römischen Kirche Santa Maria in Trastevere

1137 hatte Petrus Diaconus seinen publikumswirksamsten Auftritt. Kaiser Lothar III. war auf seinem Italienzug auch nach Montecassino gekommen und wollte in einem Streitgespräch die Vorwürfe von Papst Innozenz II. gegen die Leitung des Benediktinerklosters klären lassen und schlichten. Petrus vertrat als einer der Hauptverteidiger des 1137 neugewählten Abtes Reinald (Februar–September 1137) die Interessen Montecassinos in einer religiösen Disputation derart geschickt, dass Lothar ihn anschließend als Sekretär und Kaplan an sich binden wollte. Wibald (Abt von September bis November 1137) hielt aber Peters Rückkehr ins Kloster für notwendig.

## Zeitliches und politisches Umfeld
Die Haupttätigkeit von Petrus Diaconus fiel in die Endphase des Investiturstreites mit einem erstarkten Papsttum und geschwächtem deutschen Kaisertum. Der römische Papst führte machtpolitische Auseinandersetzungen mit den Benediktinerklöstern Cluny (Frankreich) und Montecassino (Süditalien). Montecassino befand sich außerdem im Spannungsfeld zwischen der Normannenherrschaft (Rogers) in Sizilien und Süditalien und dem auf Ausgleich bedachten deutschen Kaiser Lothar III.

## Werk
In Monte Cassino wurde Peter Bibliothekar und Verwalter des Archivs, von dem er ein Verzeichnis erstellte. Neben der Fortsetzung der ursprünglich von Leo Marsicanus (Leo aus Ostia) verfassten und von Guido bis 1127 weitergeführten Klosterchronik von Monte Cassino (Chronicon Casinense) für die Jahre bis 1138 schrieb er mehrere historische Werke: De viris illustribus Casinensibus, De ortu et obitu iustorum Casinensium, De Locis sanctis, Disciplina Casinensis, Rhythmus de novissimis diebus. Seine Werke sind in der Patrologia Latina (CLXXIII, 763–1144) aufgeführt.

## Bewertung
Petrus Diaconus gilt im Rückblick als hochgebildete literarische Person mit einem für das Mittelalter ausgeprägten Interesse an der Antike. Sein Hauptbestreben in Zeiten des Niedergangs war, den Glanz des eigenen Klosters aufrechtzuerhalten.
Ferdinand Chalandon und John Julius Norwich halten ihn gegenüber dem überlegenen Leo von Ostia für den schlechteren Historiker und Schriftsteller. „Seine … Werke besitzen einen starken politischen Impetus, und sind teilweise gefälscht oder geschönt“.
Peter fälschte unter dem Pseudonym Gordian (siehe Gordischer Knoten) die Passion des Heiligen Placidus. „Er ist ein eitler, gelegentlich die Wahrheit nicht so genau nehmender, aber unterhaltsamer Schriftsteller“.